# Танцювальний конкурс Євробачення 2008
Танцювальне Євробачення 2008 стало другим танцювальним конкурсом, організованим Європейським мовним союзом (ЄВС).
Конкурс 2008 відбувся в Глазго, в Шотландському виставковому і конференційному центрі (SECC), 6 вересня, а провела його, як і в 2007 році, телекомпанія Великої Британії BBC.
Основною зміною в правилах стало те, що для участі в конкурсі більш не допускалися професійні пари. Як мінімум один з танцюристів повинен бути непрофесіоналом. Таким чином, більшу частину учасників склали конкурсанти місцевих шоу «Танці з зірками». Було введено і ще одне велике зміна, яке полягало в тому, що пари повинні виступати тільки з одним номером (тривалість якого збільшена до двох хвилин) — в вільним стилі з національним колоритом, — а не виконувати два танці, як на минулому конкурсі.

## Учасники
| №  | Країна          | Учасники                                           | Бали | Місце |
| 01 | Швейцарія       | Денні Сауседо (співак) та Янетт Карлссон           | 38   | 12    |
| 02 | Австрія         | Доріан Штайдль (телеведучий) і Ніколь Кунтнер      | 29   | 13    |
| 03 | Данія           | Патрік Спигельберг (співак) і Катя Свенссон        | 102  | 6     |
| 04 | Азербайджан     | Ельдар Джафаров і Ганна Сажина (обидва танцюристи) | 106  | 5     |
| 05 | Ірландія        | Гевін О ' Фарри (актор) і Дарбла Леннон            | 40   | 11    |
| 06 | Фінляндія       | Марія Лунд (співачка) і Мікко Ахти                 | 44   | 10    |
| 07 | Нідерланди      | Томас Берге (співак) і Рум'яна де Хаан             | 1    | 14    |
| 08 | Литва           | Карина Крисько (співачка) і Саулюс Скамбинас       | 110  | 4     |
| 09 | Велика Британія | Луїза Літтон (актриса) і Вінсент Симон             | 47   | 9     |
| 10 | Росія           | Тетяна Навка (фігуристка) і Олександр Литвиненко   | 121  | 2     |
| 11 | Греція          | Джейсон Родитис і Тоня Косович (обидва танцюристи) | 72   | 7     |
| 12 | Португалія      | Ракель Таварес (співачка) і Жуао Тіаго             | 61   | 8     |
| 13 | Польща          | Марчін Мрочек] (актор) і Едіта Хербусь             | 154  | 1     |
| 14 | Україна         | Лілія Подкопаєва (гімнастка) і Сергій Костецький   | 119  | 3     |

## Відмовилися від участі
- Німеччина - WDR показало низькі рейтинги шоу
- Іспанія - Роза Лопес відмовилася брати участь
- Швейцарія - погані виступи

## Голосування
|          |                 | Виборці |        |             |          |           |            |        |                 |        |        |            |        |         |        |        |     |
| "'Журі"' | Швеція          | Австрія | Данія  | Азербайджан | Ірландія | Фінляндія | Нідерланди | Литва  | велика Британія | Росія  | Греція | Португалія | Польща | Україна | Всього |        |     |
| Учасники | Швеція          | 4       | "'X"'  | 3           | 10       | 0         | 0          | 7      | 0               | 1      | 2      | 2          | 2      | 3       | 4      | 0      | 38  |
| Учасники | Австрія         | 0       | 0      | "'X"'       | 3        | 2         | 1          | 3      | 0               | 4      | 5      | 4          | 5      | 1       | 0      | 1      | 29  |
| Учасники | Данія           | "'48"'  | 8      | 7           | "'X"'    | 1         | 3          | 8      | 2               | 6      | 4      | 0          | 1      | 7       | 2      | 5      | 102 |
| Учасники | Азербайджан     | 28      | 5      | 8           | 0        | "'X"'     | 7          | 1      | 4               | "'12"' | 1      | 10         | 6      | 4       | "'12"' | 8      | 106 |
| Учасники | Ірландія        | 0       | 0      | 0           | 4        | 6         | "'X"'      | 2      | 0               | 5      | 8      | 7          | 0      | 0       | 6      | 2      | 40  |
| Учасники | Фінляндія       | 12      | "'12"' | 0           | 6        | 5         | 0          | "'X"'  | 1               | 3      | 0      | 0          | 0      | 2       | 3      | 0      | 44  |
| Учасники | Нідерланди      | 0       | 0      | 1           | 0        | 0         | 0          | 0      | "'X"'           | 0      | 0      | 0          | 0      | 0       | 0      | 0      | 1   |
| Учасники | Литва           | 32      | 7      | 0           | 7        | 4         | 10         | 6      | 5               | "'X"'  | 10     | 5          | 4      | 5       | 8      | 7      | 110 |
| Учасники | Велика Британія | 8       | 1      | 4           | 5        | 3         | 8          | 0      | 10              | 0      | "'X"'  | 1          | 3      | 0       | 1      | 3      | 47  |
| Учасники | Росія           | 24      | 6      | 6           | 2        | 8         | 4          | "'12"' | 8               | 10     | 0      | "'X"'      | "'12"' | 10      | 7      | "'12"' | 121 |
| Учасники | Греція          | 40      | 4      | 2           | 0        | 0         | 2          | 5      | 3               | 0      | 3      | 3          | "'X"'  | 6       | 0      | 4      | 72  |
| Учасники | Португалія      | 0       | 3      | 5           | 1        | 7         | 6          | 0      | 6               | 2      | 7      | 6          | 7      | "'X"'   | 5      | 6      | 61  |
| Учасники | Польща          | 20      | 10     | "'12"'      | "'12"'   | 10        | "'12"'     | 10     | "'12"'          | 8      | "'12"' | 8          | 10     | 8       | "'X"'  | 10     | 154 |
| Учасники | Україна         | 16      | 2      | 10          | 8        | "'12"'    | 5          | 4      | 7               | 7      | 6      | "'12"'     | 8      | "'12"'  | 10     | "'X"'  | 119 |

### 12 балів
Максимальні оцінки в дванадцять балів по кожній країні (на пару, яка отримала більшість кількості голосів) були розподілені наступним чином:
| 5 | Польща      | Австрія, Данія, Ірландія, Нідерланди, Велика Британія |
| 3 | Росія       | Фінляндія, Греція, Україна                            |
| 3 | Україна     | Азербайджан, Росія, Португалія                        |
| 2 | Азербайджан | Литва, Польща                                         |
| 1 | Фінляндія   | Швеція                                                |

### Результати голосування без журі
- 1  Польща - "'134"'
- 2  Україна - "'103"'
- 3  Росія - "'97"'
- 4  Азербайджан - "'78"'
- 4  Литва - "'78"'
- 6  Португалія - "'61"'
- 7  Данія - "'54"'
- 8  Ірландія- "'40"'
- 9  Велика Британія - "'39"'
- 10  Швеція - "'34"'
- 11  Фінляндія - "'32"'
- 12  Греція - "'32"'
- 13 Австрія - "'29"'
- 14  Нідерланди - "'1"'

## Порушення правил
Всупереч правилам Азербайджан і  ГреціяГреція виставили на конкурс повністю професійні пари. Згідно з правилами конкурсу, до нього допускалися пари, що складаються з професійного танцюриста і непрофесіонала, відомого в іншій області, крім танців.